# Étienne Dolet

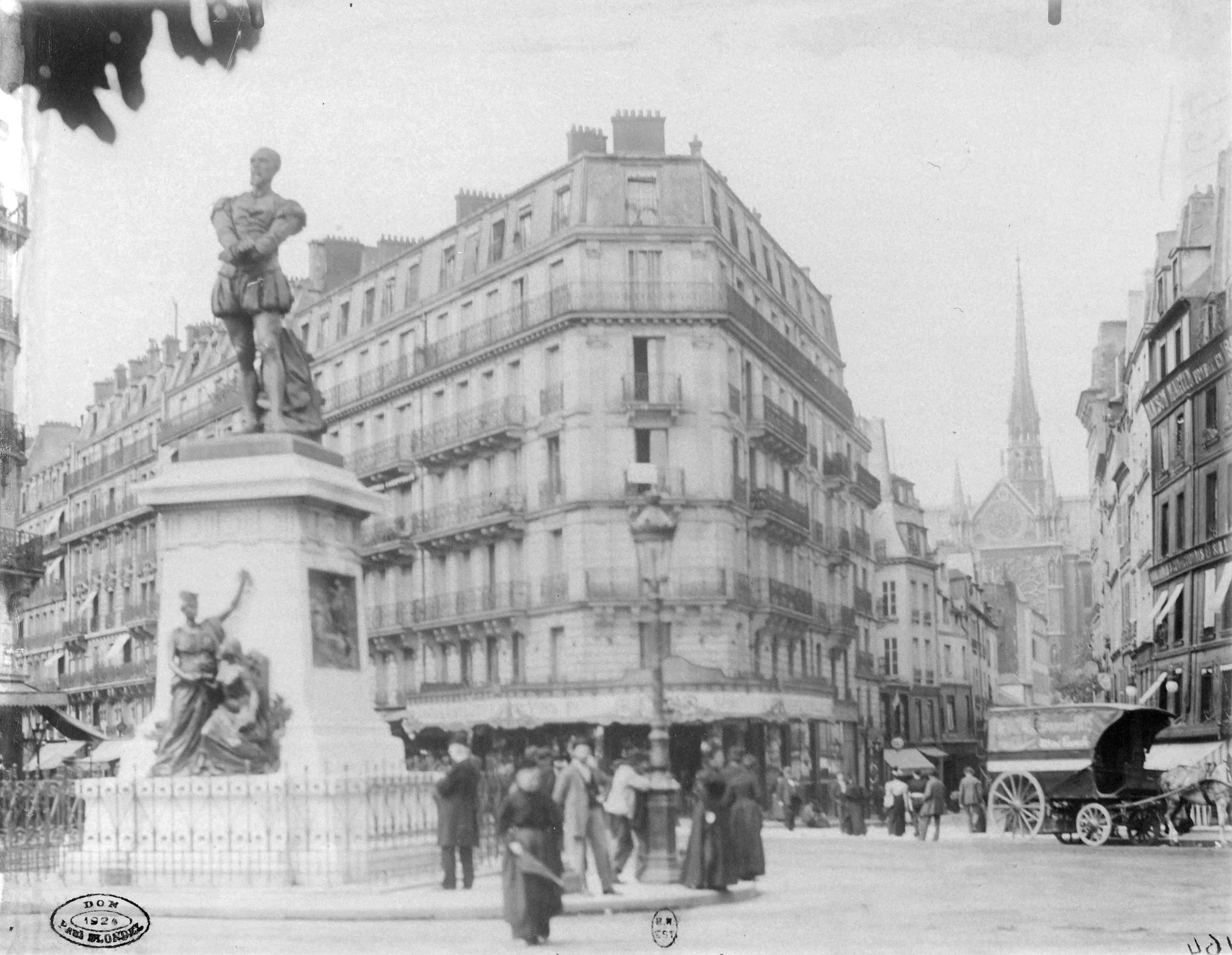
Statue d'Étienne Dolet, på Place Maubert 1899 av Eugène Atget.

Étienne Dolet, född 3 augusti 1509 i Orléans, död 3 augusti 1546 i Paris, var en fransk boktryckare och humanist.
Dolet grundade efter studier i Italien ett boktryckeri i Lyon. Dolet utvecklade även litterär verksamhet, och översatte bland annat Ciceros brev (1542) och Tusculanæ disputationes (1548), skrev La manière de bien traduire (1540, flera senare upplagor), Carminum libri 4 (1538) och andra arbeten. Dolet anklagades för kätteri och brändes på bål år 1546 på Place Maubert där man kunde se en staty av honom fram till andra världskriget.